# Sider (entreprise)
Pour les articles homonymes, voir Sider.
Sider est une entreprise sidérurgique algérienne créée en 1983.
Sider exporte ses produits vers la Tunisie, le Maroc, l'Égypte, la Turquie, la Syrie, l'Espagne, l'Inde et l'Italie.

## Histoire
Sider est issue de la restructuration de la Société nationale de sidérurgie en 1983, reprenant la part fabrication de l'acier à travers le complexe sidérurgique d'El Hadjar.
En 2001, pour relancer le complexe d'El Hadjar en difficulté, un partenariat est noué avec le géant de l'acier ArcelorMittal à hauteur de 70% pour le groupe d'origine indienne.
En 2006, elle crée avec une autre ancienne filiale de la SNS, Anabib la société Alfapipe spécialisée dans la fabrication des tubes soudés.
En 2009, dans le cadre de la nouvelle loi de finances qui n'autorise plus les groupes étrangers à détenir la majorité du capital, la part de Sider dans complexe d'El Hadjar est portée à 51%, les 21% passés de ArcelorMittal à Sider ont été rachetés à hauteur de 763 millions de dollars sous la forme d'un plan d'investissement public de l'État, unique actionnaire de Sider.
À la suite d'un différend avec le gouvernement algérien et après plus de 10 ans de privatisation, l'État algérien a renationalisé en 2016 à 100% le complexe sidérurgique d'El Hadjar.
En 2018, des discussions avec les Émiratis pour reprendre 49% de parts de ce complexe avec un investissement de plus de 160 milliards de DA dans de nouvelles productions sidérurgiques sur le site n'ont pas abouties.
En mars 2023, le président-directeur général est placé en détention provisoire dans le cadre d'une enquête pour « détournement de fonds publics, abus de fonctions, passation de marchés et de contrats en violation des lois et réglementations en vue d'octroyer des indus avantages à autrui, blanchiment d'argent et enrichissement illicite ».